# El Norte Catalán
El Norte Catalán fue un periódico español editado en Vich entre 1886 y 1915.

## Historia
Editado en la Tipografía Católica de San José, el semanario apareció en 1886, dirigido por Miguel Rota y Torrents y posteriormente por Mariano de Rocafiguera. En un principio estuvo adscrito al carlismo, y era partidario de la corriente integrista que encabezaba el diario madrileño El Siglo Futuro.
Según afirmaría años después Segismundo Pey Ordeix, el fundador habría sido él mismo, por entonces un joven seminarista que por esas mismas fechas tuvo que abandonar Vic por un conflicto con su obispo, José Morgades. Los integristas vicenses, no obstante, negarían que Pey hubiese sido su fundador.
Tuvo por colaboradores, entre otros, a Jacinto de Maciá, Joaquín Albanell, Jacinto Verdaguer y Martín Genís y Aguilar. Polemizó en ocasiones con La Veu del Montserrat y reproducía a menudo textos de los diarios El Siglo Futuro y El Correo Catalán.
En su primer número manifestaba: 

El Norte Catalan viene á la lucha periódica con ánimo resuelto de defender los sacrosantos principios del Altar y el Trono, sometiéndose incondicionalmente á las enseñanzas de nuestra santa madre la Iglesia Católica, Apostólica y Romana, á la cual somete reverentemente cuantas cuestiones teológicas y morales suscitare: siendo decisivo para El Norte Catalan el fallo que, en uso de sus facultades y dentro de la esfera de su jurisdiccion, dictare cualquiera de los Pastores puestos por Dios para gobernar su grey.

Nuestro programa será, pues, defender todo aquello que un dia hizo grande el pueblo español, peleando sin tregua por nuestro Dios, por nuestra pátria y por el trono, contra los embates que está sufriendo esta bandera por parte de enemigos poderosos; los cuales, unas veces claramente, otras cubiertos con disfraz, tratan de destruir este santo lema, que ha sido la gloria del pueblo hispano.

Antes de finalizar nuestro programa, saludamos con amor y entusiasmo á nuestros queridos compañeros El Siglo Futuro y El Correo Catalan, suplicando tomen como propio este fraternal saludo cuantos periódicos denodadamente con santa intransigencia, defienden la tradicion, rogándoles nos admitan en sus filas para combatir á su lado cuanto se opone al reinado social de Jesucristo.

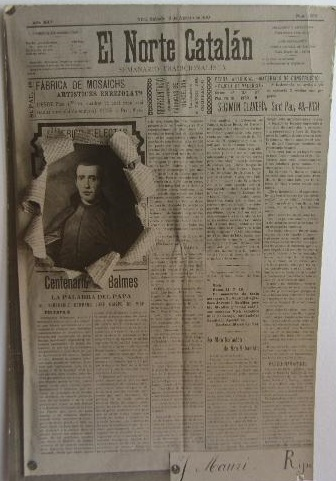
Postal de El Norte Catalán de Vich en conmemoración del centenario de Balmes (1910)

El semanario reivindicó al filósofo católico vicense Jaime Balmes como figura referente. Vinculado estrechamente a la Juventud Católica de Vich, los directores del semanario, Miguel Rota y Mariano de Rocafiguera, participarían activamente en homenajes a tradicionalistas insignes como Mateos Gago y Sardá y Salvany en las visitas que realizaron a Vich.
En nombre del periódico, Rocafiguera envió, con otros directores catalanes de prensa carlista cómo Francisco de Paula Oller, José de Palau y de Huguet, Jacinto de Maciá y Juan Santiago Griñó, una súplica al pretendiente Carlos de Borbón y Austria-Este para que restableciera la unidad de los carlistas reafirmando la unidad católica de España «con todas sus consecuencias de efectiva coerción», tal como había sido aplicada por su antepasado el rey Felipe II. En agosto de 1888 El Norte Catalán sería uno de los veinticuatro periódicos nocedalistas firmantes del llamado «Manifiesto de Burgos» que se separaron del carlismo, dando origen al Partido Integrista. Los tradicionalistas vicenses que permanecieron leales a Don Carlos fundarían entonces La Plana de Vich, al que sustituyó el semanario La Cruz sobre el Corazón (1888-1889), dirigido por Juan Soler Blat. Posteriormente los carlistas editarían en Vich La Comarca Leal (1889-1894), La Comarca (1894-1900) y Ausetania (1900-1936).
En 1889 El Norte Catalán fomentó un acto organizado por los integristas catalanes en conmemoración del XIII centenario de la unidad católica de España tras la conversión de Recaredo y participó en una suscripción pública para la realización de una lápida conmemorativa en la basílica de Santa Leocadia de Toledo. Informó asimismo de una velada en el círculo integrista de Vich, decorado para la ocasión con banderas españolas y pontificias y retratos de personalidades significadas en la defensa del catolicismo como Recaredo, San Leandro, el arzobispo Mausona, Don Pelayo, Isabel la Católica, Cisneros, Felipe II, Balmes, Donoso Cortés, el cardenal García Cuesta, Pío IX, León XIII y Sardá y Salvany. Ese mismo año el periódico promovió una campaña de protesta contra la erección en Roma de un monumento a Giordano Bruno, apoyada por el obispo Morgades, e informó de la recogida en Vich de 10.199 firmas de adhesión a la protesta (lo que suponía cerca de un 85 % de la población total de la ciudad), que serían entregadas al papa León XIII en señal de adhesión al pontífice.
El semanario denunció obras de teatro que consideraba inmorales, así como los juegos prohibidos practicados en el Casino Industrial Vicense, y fomentó la afición al ciclismo entre los obreros. Defendió los intereses de la ciudad, participó en las luchas electorales y se opuso al caciquismo, mostrándose partidario de la coordinación estratégica local entre católicos de facciones políticas diferentes.
Además de la política electoral, El Norte Catalán apoyó diversas iniciativas sociales. Por ejemplo, en 1889 defendió la idea de construir un ferrocarril económico entre Vich y San Hilario Sacalm, alegando que ello permitiría a los propietarios de las Guillerías extraer fácilmente sus productos y convertiría la ciudad de Vich en «centro de un gran movimiento comercial». En 1893 iniciaría una suscripción para costear la restauración de uno de los altares de la iglesia de Santa María de Ripoll y dedicarlo a San Jorge.
Su director Mariano de Rocafiguera sería nombrado jefe regional del Partido Integrista en Cataluña en 1907. A principios del siglo XX el periódico realizaría una decidida campaña contra las escuelas laicas junto con otros periódicos integristas y carlistas de la región.
En su número 1.000, que fue extraordinario, a dos tintas, publicó datos acerca de la historia de la prensa vicense.
El Norte Catalán cesaría su publicación en marzo de 1915, después de que el nuncio apostólico amonestara a su director por haber sostenido una polémica con el diario El Debate de Madrid.